# Сергиенко, Леонид Григорьевич
Леонид Григорьевич Сергиенко (укр. Леонід Григорович Сергієнко; род. 27 апреля 1955, Николаевка, Днепропетровская область) — украинский политик, народный депутат Украины IV, VII созывов.

## Биография
1972—1973 — токарь КБ «Прогресс», город Запорожье.
1973—1975 — служба в Вооружённых Силах СССР.
В 1981 году окончил Днепропетровский государственный университет по специальности радиофизик, инженер-электронщик.
1981—1982 — наладчик радиоаппаратуры Днепропетровского машиностроительного завода им. Ленина.
1982—1983 — заместитель начальника цеха Днепропетровского радиозавода.
1983—1988 — старший инженер энерго-ремонтного участка Днепропетровского завода «Полимер». Электрослесарь контрольно-измерительных приборов и автоматики оптово-розничного овощного комбината Бабушкинского района города Днепропетровск.
1988—1993 — электрослесарь жилищно-коммунального отдела Днепропетровского завода тяжелых прессов. Водитель ПК «Огонёк» города Днепропетровск.
1993—1994 — директор МП «ЭДСИ».
1994—1995 — директор АОЗТ «Стройднепросервис».
1995—2002 — директор украинско-немецкого АОЗТ «Днепромайн».
1998—2002 — депутат Днепропетровского горсовета.
С 2002 — член наблюдательного совета НАЭК «Энергоатом».
14 мая 2002 — 25 мая 2006 — народный депутат Украины IV созыва (по избирательному округу № 27 Днепропетровской области, самовыдвижение). На момент выборов был членом Партии промышленников и предпринимателей Украины. Был членом фракций «Единая Украина», партий ППУ и «Трудовая Украина», Социалистической партии Украины. Член Комитета Верховной Рады по вопросам топливно-энергетического комплекса, ядерной политики и ядерной безопасности.
На парламентских выборах 2006 года баллотировался по списку Социалистической партии Украины под № 40.
23 августа 2006 — 6 февраля 2008 — заместитель Министра транспорта и связи Украины.
6 февраля — 10 сентября 2008 — заместитель Министра транспорта и связи Украины — директор Государственного департамента автомобильного транспорта.
10 сентября 2008 — 1 июля 2009 — заместитель Министра транспорта и связи Украины — директор Государственной администрации автомобильного транспорта.
С 12 декабря 2012 — народный депутат Украины VII созыва, № 46 в партийном списке Всеукраинского объединения «Батькивщина». На момент выборов был беспартийным. Заместитель председателя Комитета Верховной Рады по вопросам налоговой и таможенной политики.

## Семья
Имеет дочь.

## Награды
Кавалер ордена «За заслуги» III (1999), II степеней (2004). Награждён почётной грамотой Верховной Рады Украины (2005).